# Antonio Pappano
Antonio Pappano, né le 30 décembre 1959 à Epping (Essex), est un chef d’orchestre et pianiste britannique d’origine italienne. Il occupe depuis 2002 le poste de directeur musical du Royal Opera House à Londres et depuis 2005 de l'Orchestre de l'Académie nationale de Sainte-Cécile à Rome. Travaillant avec les plus grands chanteurs, il s’est bâti une solide réputation comme chef d’opéra dans le monde entier.

## Biographie
Antonio Pappano est né à Epping, dans l'Essex, dans une famille originaire de Castelfranco in Miscano, près de Bénévent en Italie. Lorsqu’il avait 13 ans, il s’installa avec sa famille dans le Connecticut, aux États-Unis. Après avoir étudié le piano, la composition et la direction d’orchestre, il devient répétiteur au New York City Opera à l'âge de 21 ans. Pappano est le plus jeune chef d’orchestre à diriger l’orchestre du Royal Opera House de Londres.
Il est fait Knight Bachelor le 31 décembre 2011, pour services rendus à la musique.

### Carrière
Tant comme pianiste que comme chef d’orchestre, Pappano fut remarqué par son collègue  Daniel Barenboim dont il devint l’assistant au festival de Bayreuth. Il travailla à  Barcelone et Francfort, et fut l’assistant de Michael Gielen. En 1990, il est engagé comme directeur musical de l’Opéra national norvégien.
En 1992, à l’âge de 32 ans, Pappano devient directeur musical du Théâtre royal de La Monnaie à Bruxelles, poste qu’il occupe jusqu’en 2002 lorsqu’il est engagé au Royal Opera House, Covent Garden, contrat qui courait jusqu’en septembre 2012. Reconduit à plusieurs reprises, le contrat de directeur musical de Covent Garden prend fin à l'issue de la saison 2023-2024.
Il a aussi été principal chef invité de l’Orchestre philharmonique d'Israël. Il a par ailleurs dirigé à l’English National Opera, au Metropolitan Opera (1997), à l’opéra de San Francisco, à l’opéra lyrique de Chicago et au Staatsoper Unter den Linden (Berlin).
Il a dirigé en 2005 le Ring Der Ring des Nibelungen de Richard Wagner, avec des vedettes comme Plácido Domingo. En 2005, Antonio Pappano est aussi devenu directeur musical de l’Orchestre de l'Académie nationale de Sainte-Cécile à Rome, et il dirige régulièrement le London Symphony Orchestra, le Cleveland Orchestra, le Chicago Symphony Orchestra, l’Orchestre philharmonique de Berlin et l’orchestre du Concertgebouw.
Antonio Pappano s'est également fait connaitre au travers de plusieurs intégrales d'opéras enregistrés en studio pour EMI, telles que Manon, Werther de Massenet, la Bohême, Tosca de Puccini, avec Roberto Alagna, au début des années 2000. Le Manon de Massenet enregistré en 1999 à Bruxelles avec le couple vedette de l'époque dans le monde lyrique, Roberto Alagna et Angela Gheorghiu, a été "élu" disque de légende par France Musique en 2021.
Il a également été invité au festival de Salzbourg pour diriger quelques prestigieuses représentations parmi lesquelles un Don Carlo donné en 2015 avec Jonas Kaufmann dans le rôle-titre aux côtés de Anja Harteros, Ekaterina Semenchuk, Thomas Hampson et Matti Salminen, performance retransmise en direct sur Arte avant de donner lieu à un DVD.
Mais c'est essentiellement dans sa double fonction de directeur musical du Royal Opera House à Londres et de l'Académie de Sainte-Cécile à Rome, qu'Antonio Pappano a acquis une notoriété internationale de prestige en tant que chef d'orchestre d'opéra. Il a notamment réalisé plusieurs intégrales studio à Rome entre 2007 et 2022 parmi lesquelles Madame Butterfly avec Angela Gheorghiu dans le rôle-titre, Aida avec Anja Harteros dans le rôle-titre, Otello avec Jonas Kaufmann dans le rôle-titre, Turandot avec Sondra Radvanovsky dans le rôle-titre, saluées comme des versions de références. A Londres il a dirigé de nombreuses nouvelles productions qui ont donné également lieu à des retransmissions au cinéma puis à DVD telles que I Due Foscari avec Placido Domingo, Guillaume Tell avec John Osborn (2011) Tosca (2012), Andrea Chénier, Manon Lescaut (2015), Otello (2017), tous quatre avec Jonas Kaufmann ou la Walküre (2020) avec Nina Stemme et Stuart Skelton
Pappano a épousé Pam Bulloch, une répétitrice vocale.
En 2021, il est nommé à la tête de l'Orchestre symphonique de Londres pour succéder à Simon Rattle. Pappano occupe le poste de directeur musical désigné pour la saison 2023-2024 avant d'être chef principal de la phalange londonienne à compter de septembre 2024, date à laquelle il aura quitté ses responsabilités au Royal Opera House,.

## Récompenses
- International Opera Award (2013 et 2023) dans la catégorie « Chef d'orchestre »[21],[22].

## Décorations
- Chevalier grand-croix de l'ordre du Mérite de la République italienne (2 mai 2012)
- "Docteur honoris causa", décoration reçue des mains du Prince de Galles, en tant que président du Royal College of Music à Londres en mars 2020[23]

## Discographie

### CD
- Richard Strauss : Quatre derniers lieder et scènes finales de Salome et Capriccio. Avec Nina Stemme, Orchestre de l'Opéra Royal de Covent Garden. EMI, 2007
- Respighi : Les Fontaines de Rome, Les Pins de Rome, Fête romaine, Il Tramonto. Avec Christine Rice & l’Orchestre de l'Académie nationale Sainte-Cécile. EMI Classics,
- Verdi : Requiem. Avec Rolando Villazon, Anja Harteros, Sonia Ganassi, René Pape & l’Orchestre et le Chœur de l’Académie Nationale de Sainte Cécile. EMI Classics- 2009-

- Rachmaninov : Symphonie n°2 - Liadov : Le Lac enchanté. Avec l’Orchestre de l'Académie nationale Sainte-Cécile. EMI Classics, 2011
- Rossini : Stabat Mater. Avec Anna Netrebko, Lawrence Brownlee, Ildebranco d'Arcangelo, l’Orchestre et le Chœur de l’Académie Nationale de Sainte Cécile. EMI Classics, 2010
- Mahler : Symphonie n°6. Avec l’Orchestre de l'Académie nationale Sainte-Cécile. EMI Classics, 2012
- Tchaïkovski : Ouvertures  & Fantaisies. Avec l’Orchestre de l'Académie nationale Sainte-Cécile. EMI Classics
- Tchaïkovski : Symphonies 4 à 6. Avec l’Orchestre de l'Académie nationale Sainte-Cécile. EMI Classics

### Intégrales d’opéras en CD
- Puccini : La Bohème. Avec Roberto Alagna, Leontina Vaduva, Thomas Hampson, Swenson, Simon Keenlyside, Thomas Ramey, Philharmonia Orchestra, London Voices. EMI Classics 1996
- Verdi : Don Carlos. Avec Roberto Alagna, José van Dam, Thomas Hampson, Karita Mattila, Orchestre de Paris, Chœur du Théâtre du Châtelet. EMI Classics 1997
- Massenet : Manon. Avec Angela Gheorghiu, Roberto Alagna, Earle Patriarco, José van Dam & l’Orchestre Symphonique et Chœurs du Théâtre Royal de la Monnaie, Bruxelles. EMI Classics- 1999
- Puccini : La Bohème. Avec Roberto Alagna, Angela Gheorghiu, Matteuzzi, Inva Mula, Rinaldi, London Symphony Orchestra, London Voices. EMI Classics - 1999 -
- Massenet : Werther. Avec Roberto Alagna, Angela Gheorghiu, Thomas Hampson, Patricia Petibon & le London Symphony Orchestra. EMI Classics - 1999 -
- Puccini : Il Trittico (Il Tabarro, Suor Angelica, Gianni Schicchi). Avec José van Dam, Dorothea Röschmann, Maria Guleghina, Patrizia Ciofi, Roberto Alagna, Angela Gheorghiu, Guelfi, Guleghina, Gallardo-Domâs, Manca di Nissa, Palmer, Neil Shicoff, London Symphony Orchestra, Philharmonia Orchestra, Tiffin Boy’s Choir, London Voices. EMI Classics - 1999 - Réédition en 2017.
- Puccini : Tosca. Avec Roberto Alagna, Angela Gheorghiu, Ruggero Raimondi, Chorus & Orchestra of the Royal Opera House Covent Garden. EMI Classics. (Bande originale du film ‘Tosca’ de Benoit Jacquot). 2002
- Wagner : Tristan et Isolde. Avec Plácido Domingo, Nina Stemme, Mihoko Fujimura, Olaf Bär, René Pape, Ian Bostridge, Jared Holt, Matthew Rose, Rolando Villazón, Chorus & Orchestra of the Royal Opera House Covent Garden. EMI Classics - 2009

- Puccini : Madame Butterfly. Avec Angela Gheorghiu, Jonas Kaufmann, Enkelejda Shkosa, Fabio Capitanucci, Orchestre de l'Académie nationale Sainte-Cécile. EMI Classics- 2009 -
- Rossini : Guillaume Tell. Avec Gerald Finley, John Osborn, Malin Byström, Marie-Nicole Lemieux, Orchestre de l'Académie nationale Sainte-Cécile. EMI Classics 2011
- Verdi : Le Trouvère. Avec Roberto Alagna, Angela Gheorghiu, Thomas Hampson, Larissa Diadkova, Ildebrando d’Arcangelo, London Voices, London Symphony Orchestra. EMI Classics 2012
- Massenet : Werther. Avec Rolando Villazon, Sophie Koch, l'orchestre du Royal Opera House de Londres. Deutsche Grammophon - 2012
- Giuseppe Verdi : Aida, avec Jonas Kaufmann, Anja Harteros, Orchestre de l'Académie nationale Sainte-Cécile (Warner Classics 2015).
- Giuseppe Verdi : Otello avec Jonas Kaufmann, Federica Lombardi, Orchestre de l'Académie nationale Sainte-Cécile (Sony Classical 2020)

### DVD
- Gounod : Faust. Avec Roberto Alagna, Angela Gheorghiu, Bryn Terfel, Simon Keenlyside, Sophie Koch, Chorus & Orchestra of the Royal Opera House Covent Garden. EMI Classics, 2010
- Rossini : Le Barbier de Séville. Avec Juan Diego Flórez, Pietro Spagnoli, Ferruccio Furlanetto, Alessandro Corbelli, Orchestra of the Royal Opera House Covent Garden. Mise en scène de Moshe Leiser & Patrice Caurier. Virgin Classics, 2010
- Verdi : Don Carlo. Avec Rolando Villazón, Marina Poplavskaya, Simon Keenlyside, Ferruccio Furlanetto, Sonia Ganassi, Chorus & Orchestra of the Royal Opera House Covent Garden. Mise en scène Nicholas Hytner. EMI Classics
- Verdi : Simon Boccanegra. Avec Plácido Domingo, Marina Poplavskaya, Joseph Calleja, Ferruccio Furlanetto, Jonathan Summers, Lukas Jakobski, Chorus & Orchestra of the Royal Opera House Covent Garden. Mise en scène Elijah Moshinsky. EMI Classics
- Verdi : Macbeth avec Simon Keenlyside et  Liudmyla Monastyrska, orchestre et chœurs du Royal Opera House - Opus Arte - 2011
- Verdi : Tosca, avec Angela Gheorghiu, Jonas Kaufmann, Bryn Terfel, orchestre et chœurs du Royal Opera House -EMI Classics  2011
- Wagner : Parsifal avec Simon O'Neil, Angela Denoke, Gerald Finley, René Pape et Willard White, orchestre et chœurs du Royal Opera House - Opus Arte - 2013
- Verdi : les Vêpres Siciliennes avec Liana Haroutounian, Bryan Hymel, Michael Volle et Erwin Schrott, orchestre et chœurs du Royal Opera House - Opus Arte - 2013
- Puccini : Manon Lescaut avec Kristine Opolais, Jonas Kaufmann, orchestre et chœurs du Royal Opera House - Sony Classical 2015
- Verdi : I due Foscari, avec Placido Domingo, Maria Agresta, Francesco Meli, orchestre et chœurs du Royal Opera House - Opus Arte 2016
- Giordano : Andrea Chénier avec Jonas Kaufmann, Eva-Marie Westbroek, orchestre et chœurs du Royal Opera House - Warner Classics 2016
- Verdi : Otello, avec Jonas Kaufmann et Maria Agresta, orchestre et chœurs du Royal Opera House - Sony Classical 2018.
- Puccini : la Bohême avec Michael Fabiano, Nicole Car, orchestre et chœurs du Royal Opera House - Opus Arte 2019
- Beethoven : Fidelio avec Lise Davidsen, David Butt Philip, Georg Zeppenfeld, Simon Neal,orchestre et chœurs du Royal Opera House - Opus Arte 2020

### Autres enregistrements
- Philippe Boesmans: Wintermärchen
- Hugo Wolf: Lieder, avec le ténor Ian Bostridge

### Sources
- Lucrèce Maeckelbergh, Antonio Pappano: Con Passione, Snoeck, 2006  (ISBN 9053495274)